# Heinz Schlüter (Botaniker)
Heinz Schlüter (* 28. April 1925 in Berlin; † 29. Mai 2008 in Bad Berka) war ein deutscher Botaniker, Forstwissenschaftler und Hochschulprofessor.

## Leben
Schlüter studierte von 1946 bis 1951 an der Universität Berlin. Nach einer Tätigkeit als Hilfsassistent schloss er 1951 als Diplom-Biologe ab und war danach Assistent mit Lehrtätigkeit in Berlin und am Botanischen Institut Potsdam-Sanssouci. 1954 wurde Schlüter mit der Dissertation Das Naturschutzgebiet Strausberg. Vegetationskundliche Monographie einer märkischen Jungdiluviallandschaft bei Wolfgang Müller-Stoll promoviert. Er arbeitete von 1955 bis 1964 als wissenschaftlicher Mitarbeiter am Institut für Forstwissenschaften Eberswalde, Zweigstelle Jena, nach deren Auflösung von 1965 bis 1969 in Jena als externer wissenschaftlicher Amtsleiter des Instituts für Kulturpflanzenforschung in Gatersleben.
1969 folgte die Habilitation an der Martin-Luther-Universität Halle mit der Schrift Vegetationskundlich-synökologische Untersuchungen zum Wasserhaushalt eines hochmontanen Quellengebietes im Thüringer Wald. Ab 1969 war er am Institut für Geographie und Geoökologie der Akademie der Wissenschaften Leipzig, wo er bis April 1990 arbeitete.
Seine Hauptforschungsgebiete waren Vegetationsmonografie, angewandte Vegetationskunde und Vegetationsökologie, Naturschutz, Forstwissenschaft und Geographie.